# Eglingen (Dischingen)
Eglingen mit dem Weiler Osterhofen ist ein Ortsteil der Gemeinde Dischingen im Landkreis Heidenheim. Bis 1974 war Eglingen eine eigenständige Gemeinde.

## Lage und Verkehrsanbindung
Eglingen liegt nordöstlich des Kerns von Dischingen an den Kreisstraßen K 3003 und K 3001.
Der Ort liegt auf der Ries-Alb, einer Hochfläche im Osten der Schwäbischen Alb.

## Sehenswürdigkeiten
- Schloss Eglingen

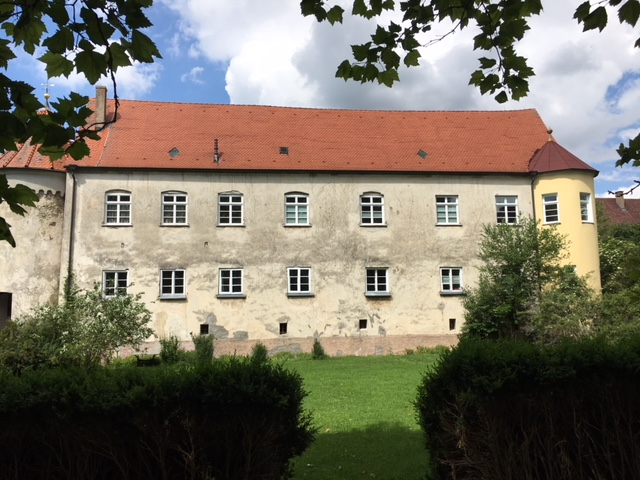
Schloss
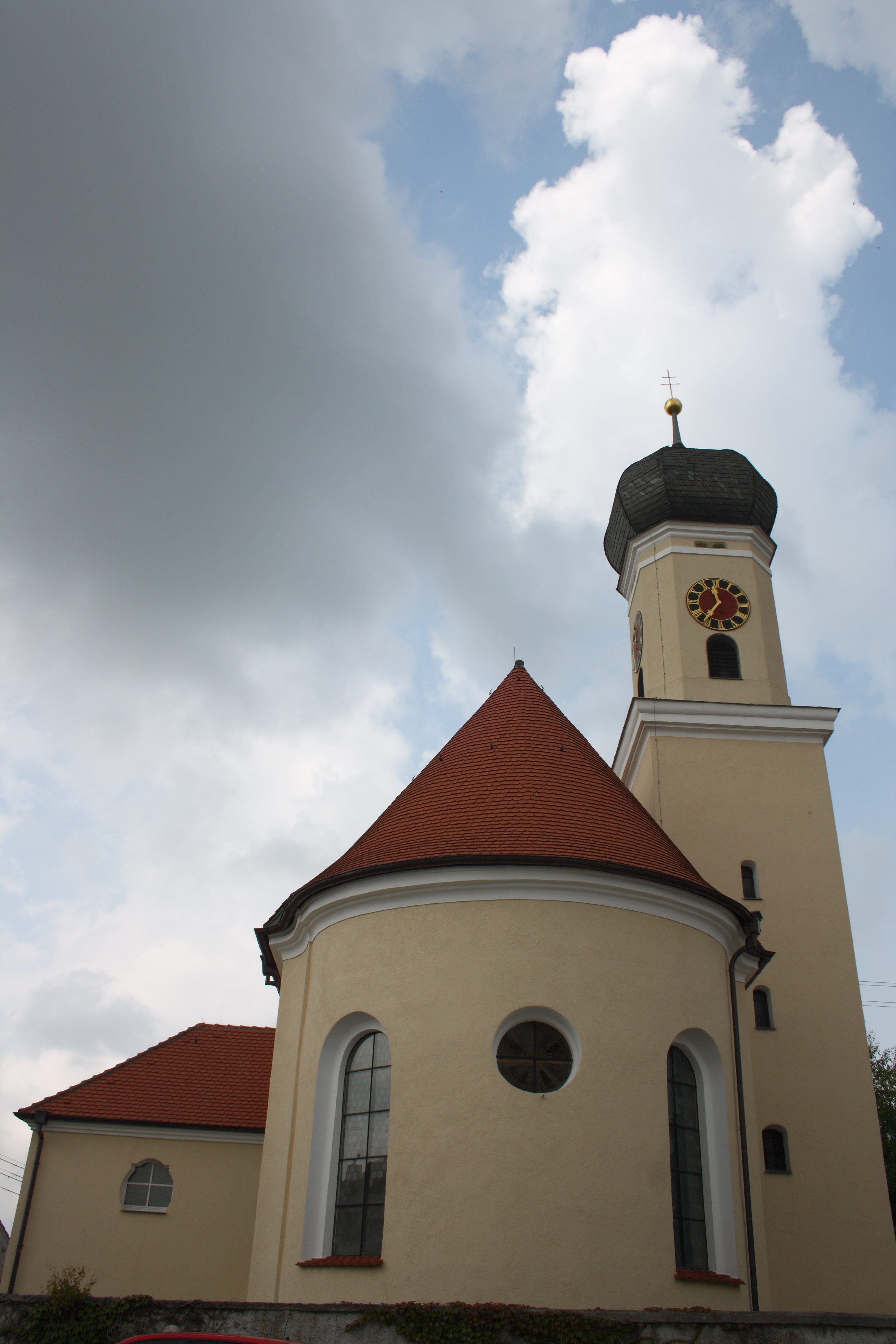
Kirche St. Martinus
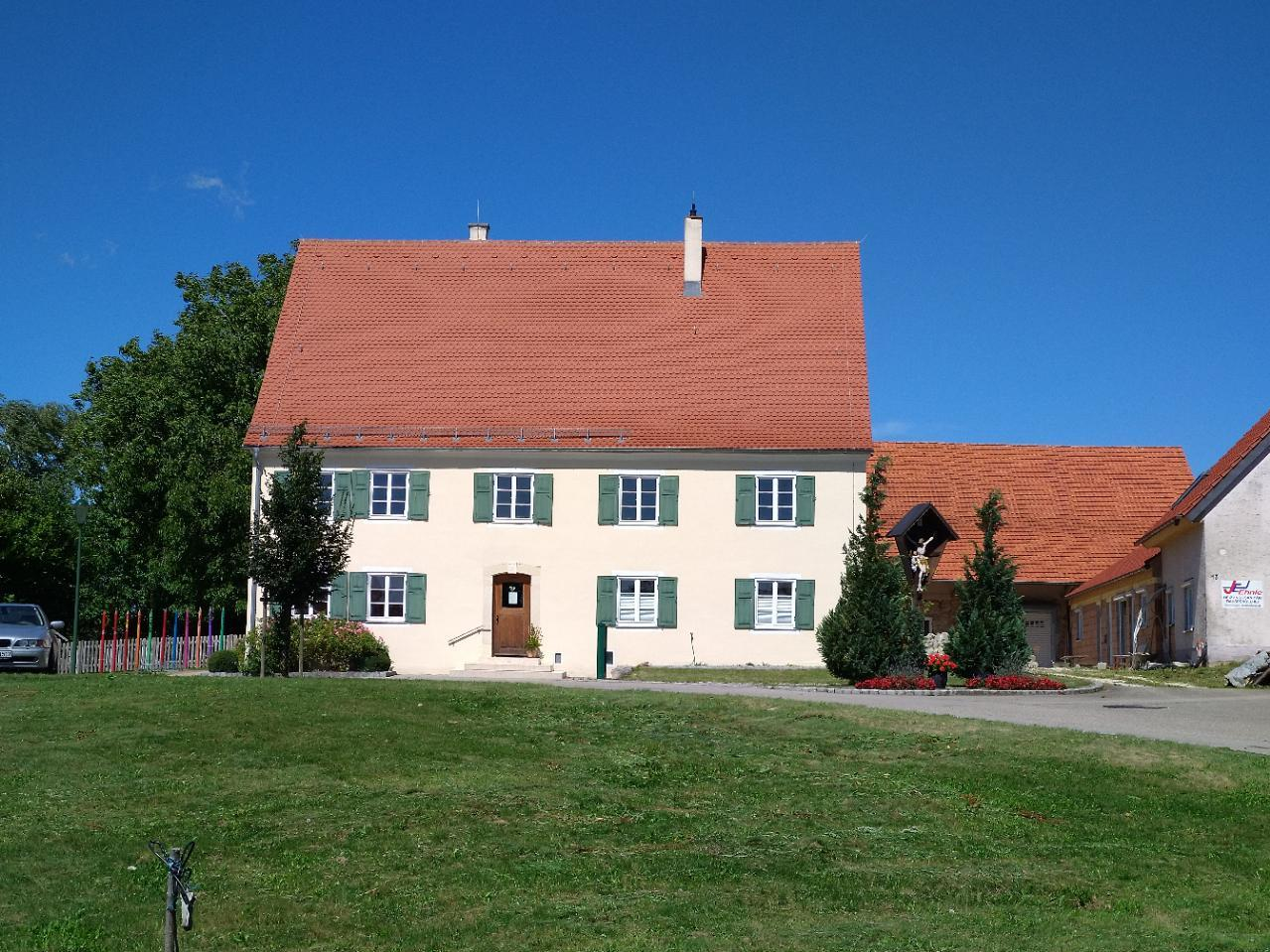
Pfarrhaus

## Wappen
Blasonierung: In Gold eine schräglinks gestellte blaue Egge mit dem Griff oben links.
Auch die gleichnamigen Orte im Elsass (siehe Eglingen) und der Gemeinde Eglingen/Schwäbische Alb haben redend je eine Egge im Wappen.

## Persönlichkeiten
- Cornelia Elke Schray, Dichterin